# Estação Montparnasse – Bienvenüe
Montparnasse - Bienvenüe é uma estação das linhas 4, 6, 12 e 13 do Metrô de Paris, localizada no limite dos 6.º, 14.º e 15.º arrondissements de Paris.

## História
Em 24 de abril de 1906, a estação Avenue du Maine foi aberta na linha 2 sul da Compagnie du chemin de fer métropolitain de Paris (CMP) efetuando o trajeto Étoile - Place d'Italie. Esta é a atual estação da linha 6. Em 14 de outubro de 1907, a linha 2 sud foi absorvida pela linha 5 e efetuava então o trajeto Étoile - Lancry (atual estação Jacques Bonsergent) e depois em 15 de novembro de 1907 Étoile - Gare du Nord. Esta estação foi então situada na saída dos boulevards Edgard Quinet e de Vaugirard, em parte na avenue du Maine.
Em 6 de abril de 1910, foi a vez da estação Montparnasse, da linha 4, de abrir. Ela estava situada no boulevard du Montparnasse na entrada da Gare de Paris-Montparnasse da época. Sete meses depois, em 5 de novembro de 1910, foi a vez da estação da linha A da Société du chemin de fer électrique souterrain Nord-Sud de Paris (Nord-sud) de abrir, sob o mesmo nome que a da linha 4, com o qual estava em correspondência. É a estação da atual linha 12. A linha A efetuava o trajeto Porte de Versailles - Notre-Dame-de-Lorette.
Em 27 de março de 1931, a linha A do Nord-Sud se tornou a linha 12 da CMP. Em 30 de junho de 1933, a estação Avenue du Maine da linha 5 foi renomeada Bienvenüe, ao mesmo tempo em que a place de Maine levou o nome de place Bienvenüe, em homenagem ao engenheiro Fulgence Bienvenüe, o criador do metrô parisiense.
Em 21 de janeiro de 1937, foi a estação de Bienvenüe da linha 14 que foi aberta, ao mesmo tempo que esta última, e permitiu se ligar com Porte de Vanves. Esta é a estação da linha 13. As quatro estações atuais foram portanto todas realizadas em 1937. Seis meses mais tarde, em 27 de julho, a linha 14 foi estendida até Invalides. Ao mesmo tempo, um longo corredor de correspondência ligou as duas estações Montparnasse e Bienvenüe.
Em 6 de outubro de 1942, a linha 5, devido a sua extensão para além da Gare du Nord, foi limitada a Place d'Italie. Desde esta data, é a linha 6 que efetua o trajeto Étoile - Nation. Foi também nesta data que a estação Montparnasse das linhas 4 e 12 e Bienvenüe das linhas 6 e 14 foram renomeadas Montparnasse - Bienvenüe. A "Gare du Maine" foi também aberta e tornou-se a origem e o terminal dos trens das grandes linhas. A estação "Montparnasse", situada na place de Rennes (atual place du 18-Juin-1940), tornada demasiado estreita e muito curta, foi principalmente reservada para o tráfego de subúrbio. Ela foi fechada em 1969 e demolida logo após para dar lugar para a Torre Montparnasse. Hoje, todo o tráfego SNCF é feito na nova estação.
Em 9 de novembro de 1976, a linha 14 foi unida com a linha 13 e se tornou a linha 13 atual. Os nomes de linha e estação não têm mudado desde essa data. As paradas das linhas 4 e 12 estão situadas ao norte (sob a place du 18-Juin-1940), enquanto as paradas de linhas 6 e 13 estão situadas ao sul perto da porte Océane, ao lado da estação SNCF.

### Esteira rolante rápida
Em 2002, uma das três esteiras rolantes foi substituído por uma esteira rolante rápida. Mas em maio de 2009, a RATP anunciou que ele seria desmontada e substituída por uma esteira rolante clássica, devido a "inúmeras reclamações de clientes quanto à segurança e a falta de confiabilidade". Era uma esteira rolante experimental, que foi "a mais rápida do mundo" em sua início, trabalhando pela primeira vez em 12 km/h, depois a 9 km/h. Como as outras duas esteiras normais, ela ligava as linhas 6 e 13 às linhas 4 e 12, a uma distância de 185 metros. Esta esteira caía regularmente em pane, foi reduzida para a mesma velocidade das esteiras rolantes clássicas que a cercavam. Ela funcionou a maior parte do tempo na direção das linhas 6 e 13 → linhas 4 e 12. Foi desmontada em março de 2011.

### Frequência
A cada dia, mais de 110 000 passageiros de viagens em seus corredores; a estação foi, em 2004, a quarta estação mais lotada do metrô parisiense, com 29,46 milhões de entradas diretas. Em 2011, 31 152 275 passageiros entraram nesta estação. Ela viu entrar 31 919 734 passageiros em 2013, o que a coloca na quarta posição das estações de metrô por sua frequência.

## Serviços aos Passageiros

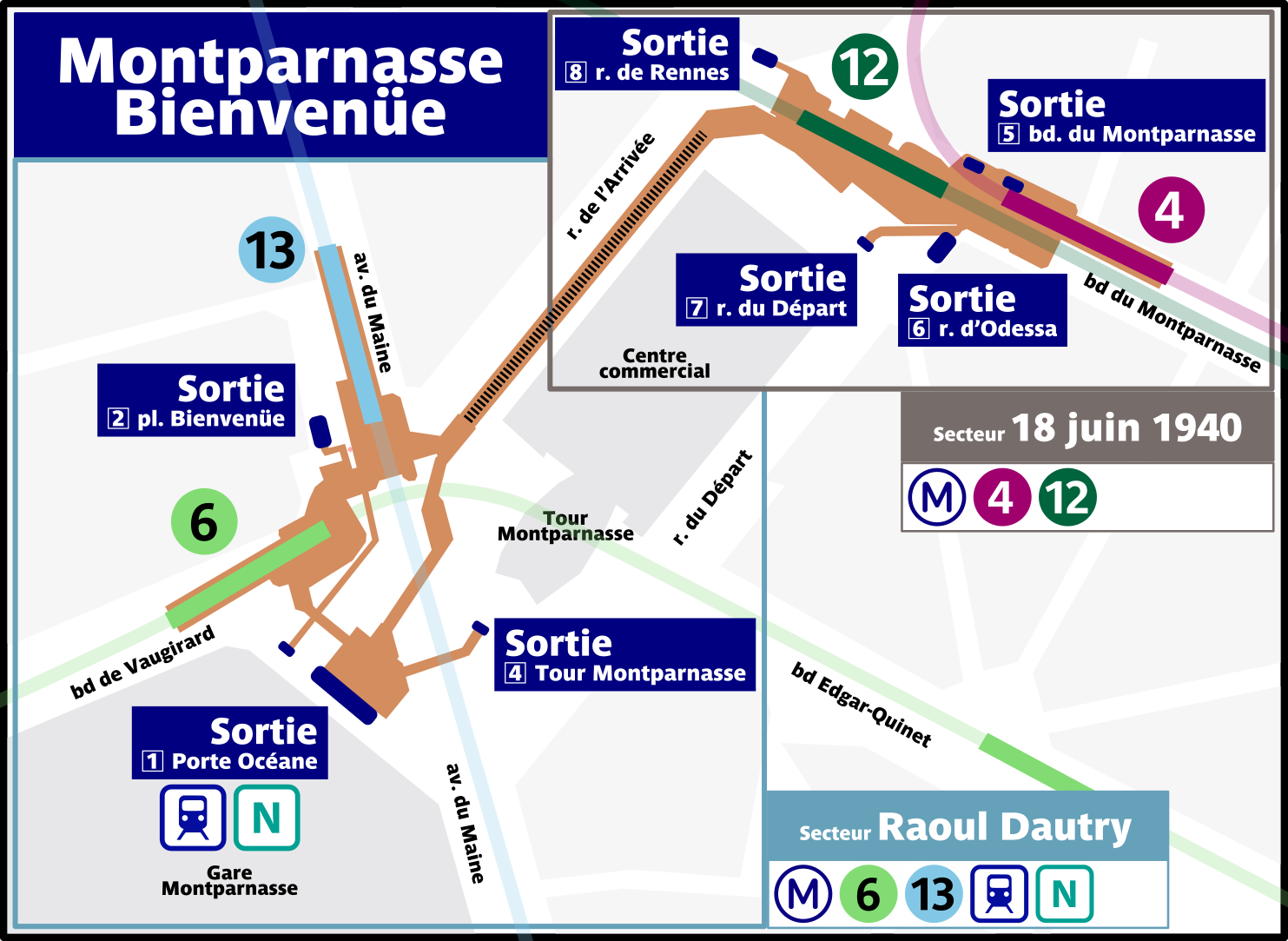
Plano esquemático dos corredores da estação de metrô

### Acessos
- Acesso 1: Porte Océane: acesso directo à estação ferroviária SNCF, escadas e escadas rolantes
- Acesso 2: Place Bienvenüe: uma escada no 32, avenue du Maine
- Acesso 4: Tour Montparnasse: uma escada, place Raoul-Dautry (entre a torre e a estação)
- Acesso 5: Boulevard du Montparnasse: duas escadas de 71 e 73, boulevard du Montparnasse
- Acesso 6: Rue d'Odessa: uma escada e uma escada rolante no 1, rue du Départ
- Acesso 7: Rue du Départ: acesso direto ao subsolo do centro comercial
- Acesso 8: Rue de Rennes: uma escada no 59 bis, boulevard du Montparnasse

### Plataformas
As plataformas da linha 6 são decoradas em estilo "Mouton" com telhas e rampa luminosa laranja. Aquelas da linha 12 são em estilo "Ouï-dire" com rampa luminosa e assentos "Motte" de cor verde, telhas planas e quadros publicitários cilíndricos de cor branca. As plataformas da linha 13 são decoradas em estilo "Andreu-Motte" com rampa luminosa verde, banco, tímpano e saídas dos corredores em telhas verdes, assentos "Motte" verdes, casados com a decoração de origem CMP (telhas recortadas brancas, patrônimo em faiança e quadros publicitários da cor de mel). Estas plataformas são equipadas com portas de plataforma. Em 2017, as plataformas da linha 4 estavam em obras.

## Pontos turísticos
- Quartier du Montparnasse
- Torre Montparnasse
- Musée Bourdelle
- Cemitério do Montparnasse
- Musée de la Poste
- Jardin Atlantique
- École nationale du génie rural, des eaux et des forêts
- Gare Montparnasse

## Galerias de fotografias

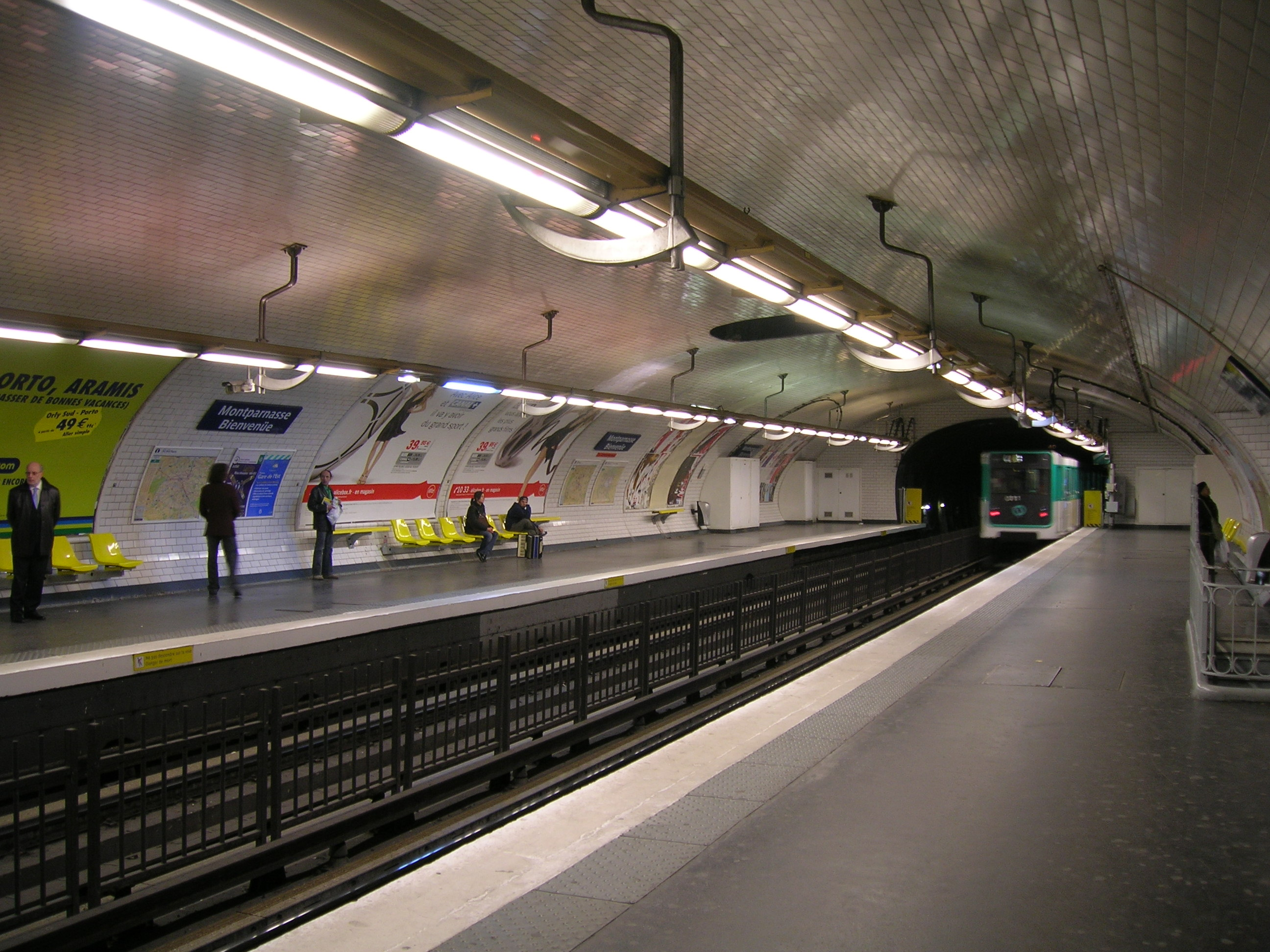
Plataformas da linha 4, em 2007.
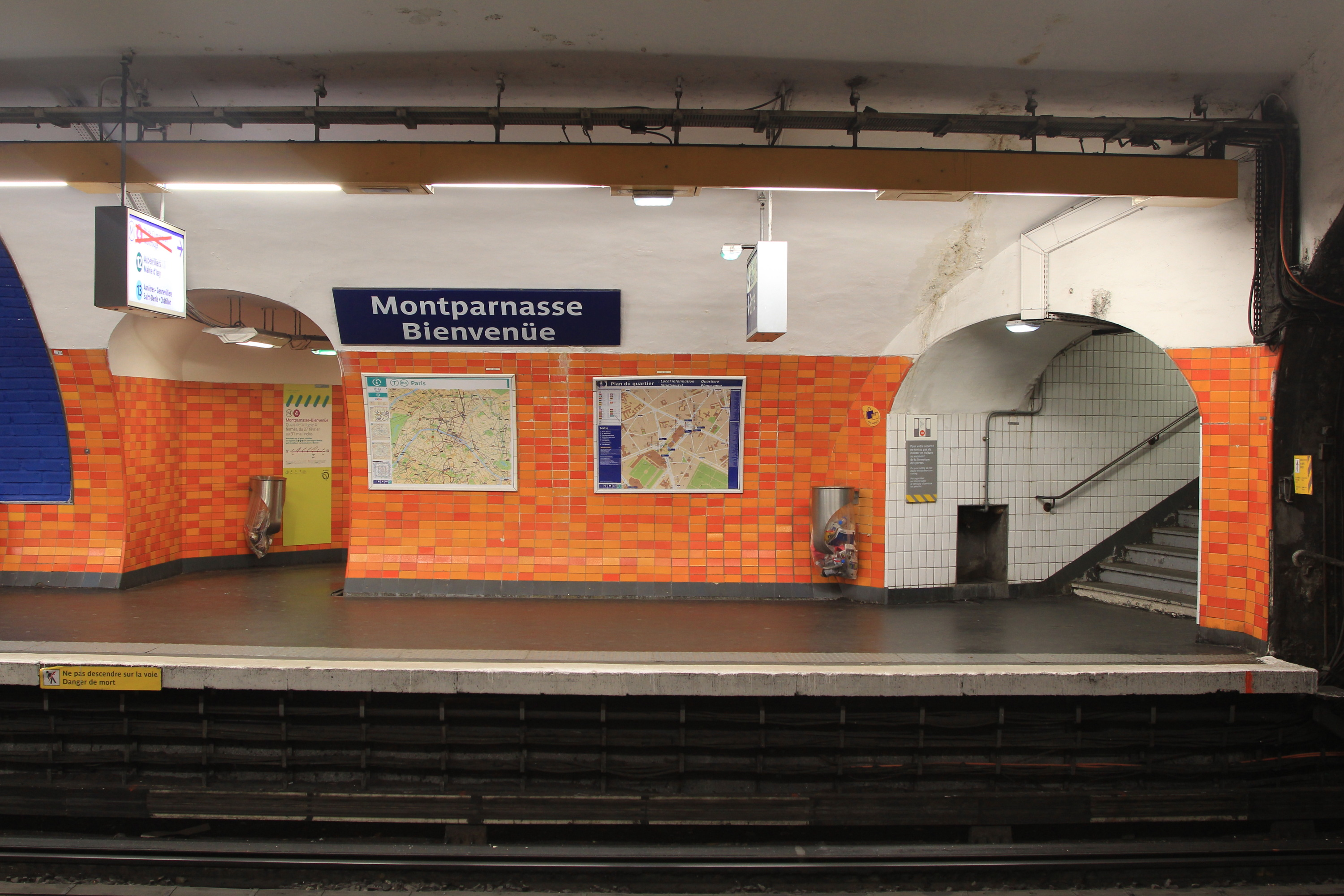
Plataforma da linha 6.
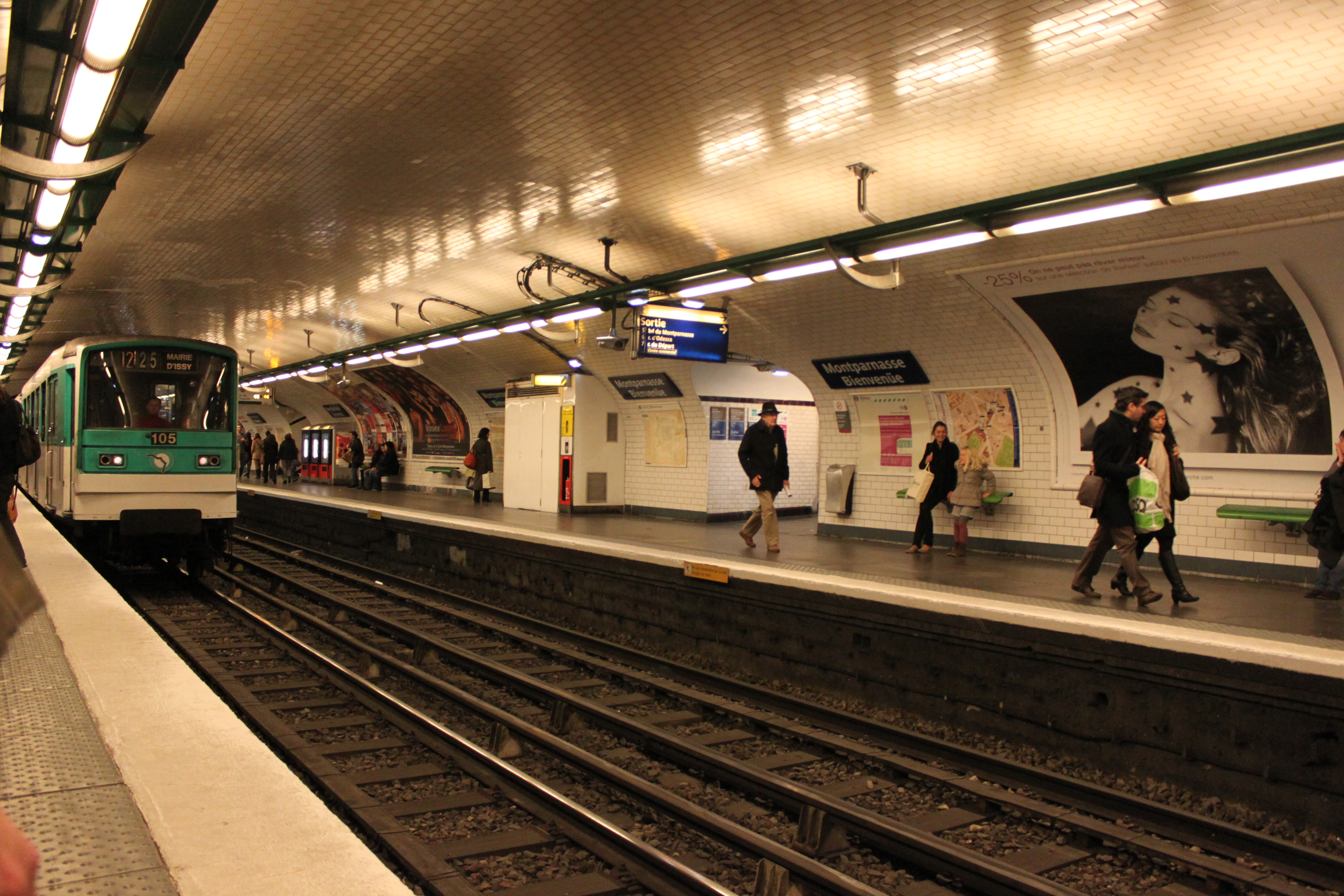
Plataformas e MF 67 da linha 12.
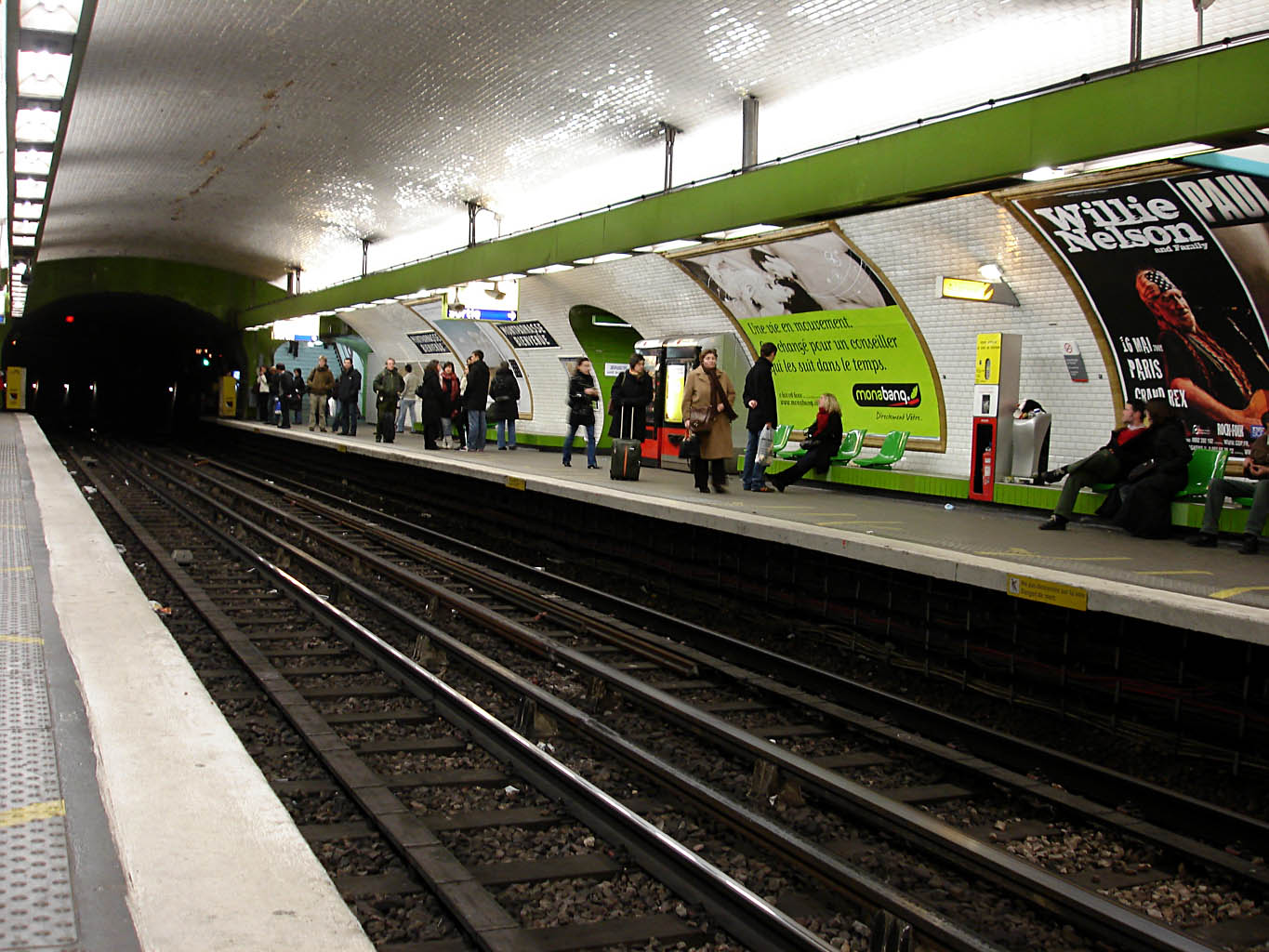
Plataformas da linha 13, antes das portas de plataforma, em 2008.

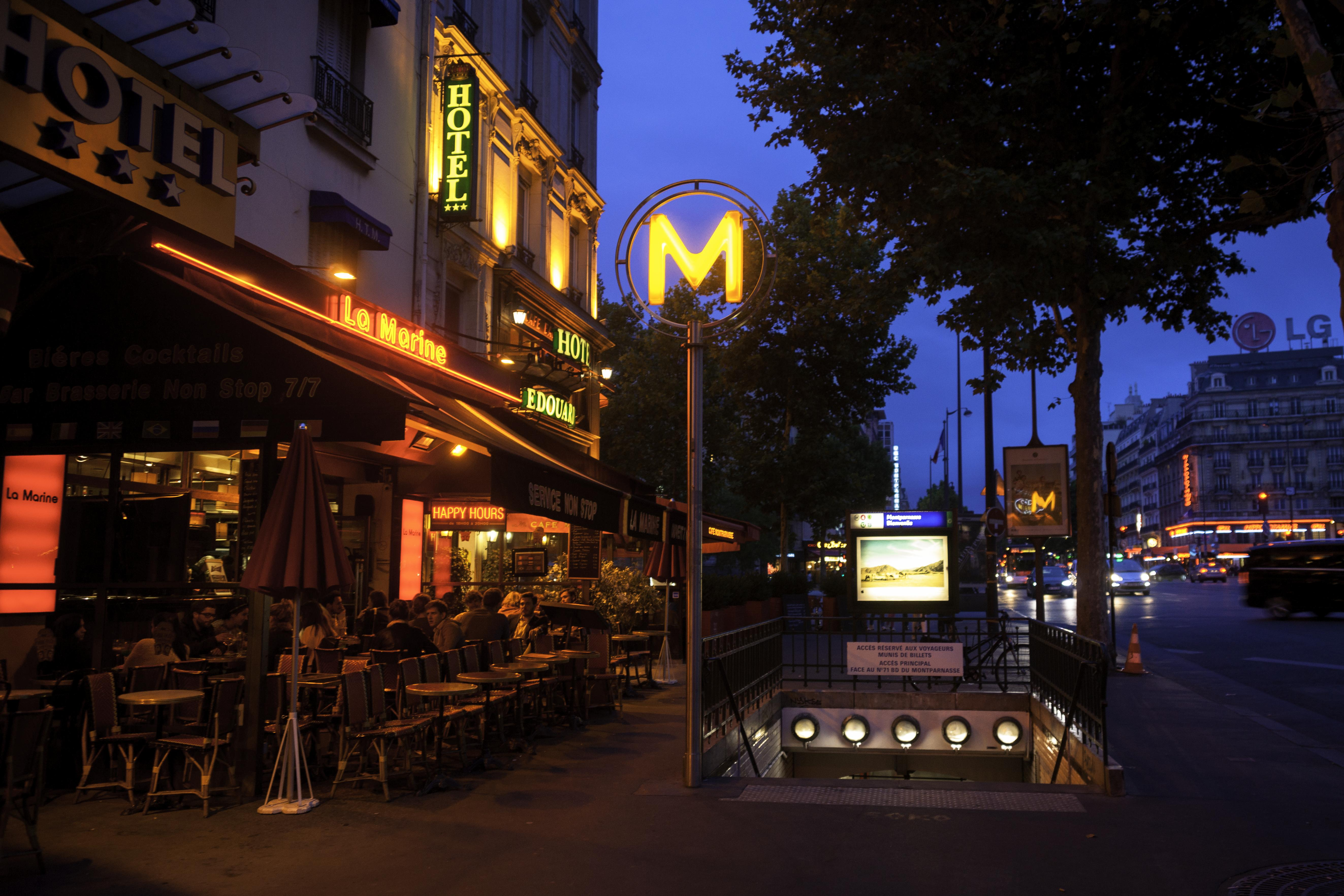
Uma entrada da estação, à tarde, no boulevard du Montparnasse.
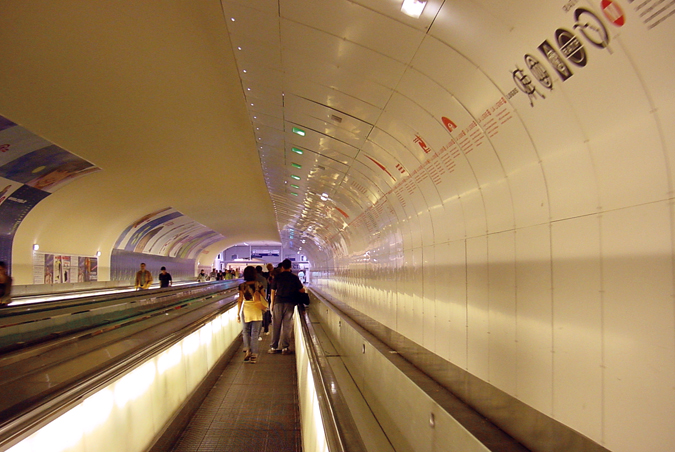
Esteiras rolantes entre as linhas 6-13 e 4-12.
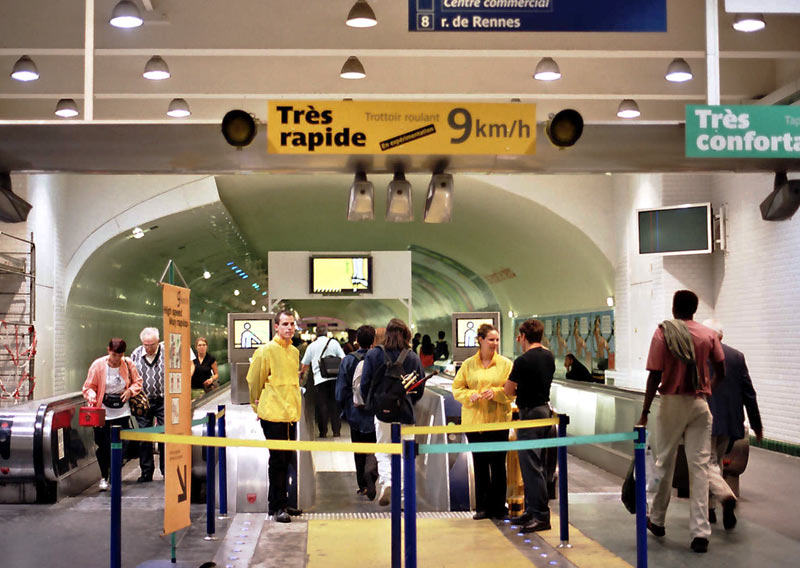
Esteira rolante rápida, em 2005.
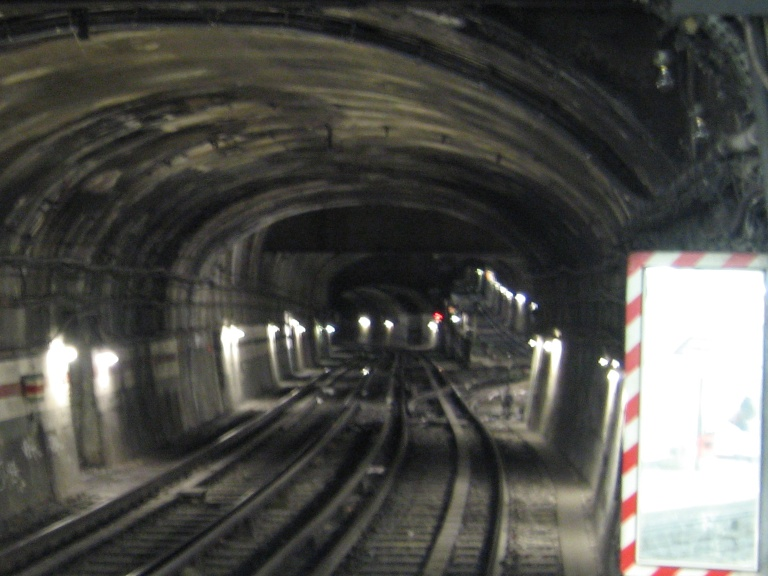
Ligação entre a linha 12 e a linha 4.